# ケイティ・ダグラス
キャサリン・エミリー・ダグラス (Kathryn Emily Douglas、1998年10月19日 - ) は、カナダの女優です。

## バイオグラフィー
1998年10月19日、オンタリオ州バーリントン生まれ。 6歳からグレート・ビッグ・シアター・カンパニーで演技を始める。バーリントンのネルソン高校に通った。

## 主な出演作品
- スプークスビル (2013–2014)
- 期待を高める (2016)
- メアリーは人を殺す (2017–2019)
- 私を信じて：リサ・マクベイの誘拐 (2018)
- レベル16 (2018)
- かなりのハードケース (2021–2023)
- ジニー＆ジョージア (2021–)